# Léon Gautier

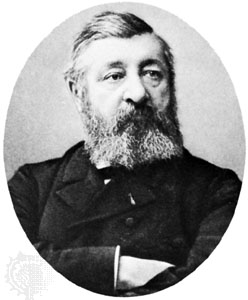
Léon Gautier

Émile Théodore Léon Gautier (8 de agosto de 1832) – 25 de agosto de 1897) foi um historiador literário francês.
Ele nasceu em Le Havre, França. Ele foi educado na École des Chartes e tornou-se sucessivamente chefe dos arquivos do departamento de Haute-Marne (1856) e arquivista nos Arquivos Imperiais de Paris (1859). Em 1874, tornou-se professor de paleografia na École des Chartes. Foi eleito membro da Academia de Inscrições em 1887 e tornou-se chefe da seção histórica do Arquivo Nacional em 1893. 
Gautier prestou grandes serviços ao estudo da literatura francesa antiga, sendo o mais importante de seus numerosos trabalhos sobre temas medievais um texto crítico (Tours, 1872) com tradução e introdução de Chanson de Roland,  e Les Épopées françaises (3 volumes, 1866–1867; 2ª edição, 5 volumes, 1878–1897, incluindo uma Bibliographie des chansons de geste).

## Obras
- Œuvres poétiques d'Adam de Saint-Victor (1858/59)
- Les Épopées françaises (1865/68)
- La Chanson de Roland (edição crítica, 1872)
- Portraits contemporains et questions actuelles (1873)
- La Chevalerie (1884) - Sobre a cavalaria.
- Histoire de la poésie liturgique au Moyen Âge: les tropes[2] (1886) – História da poesia litúrgica da Idade Média.
- Portraits du XIXe siècle I. Poètes et romanciers, (1894/95)
- Portraits du XIXe siècle. Historiens et critiques, (1894/95)
- Portraits du XIXe siècle. Nos adversaires et nos amis, (1894/95)
- Bibliographie des chansons de geste (1897).
- La France sous Philippe-Auguste (1899)